# Энергосистема Крыма
Энергосистема Крыма с 29 декабря 2016 года находится под управлением Черноморского регионального диспетчерского управления СО ЕЭС России.
Крупнейшими производителями электроэнергии являются: Балаклавская ТЭС и Таврическая ТЭС общей мощностью 940 МВт и Сакская ТЭЦ мощностью на 120 МВт.
Особенностью системы является резко-переменная генерация солнечных электростанций, связанная с погодными условиями.
Передачу электрической энергии по магистральным сетям 220-330кВ до 2023 года осуществлял ГУП РК «Крымэнерго», на баланс которого были переданы национализированные активы НЭК «Укрэнерго». В конце 2022 года в ПАО «Россети» был создано Черноморское предприятие магистральных электрических сетей, которому распоряжением Правительства РФ было безвозмездно передано имущество магистральных сетей ГУП РК «Крымэнерго» (Феодосийский МЭС, Джанкойский МЭС, Симферопольский МЭС).
Передачу электрической энергии в Крыму по распределительным сетям также обеспечивает ГУП РК «Крымэнерго», на баланс которого были переданы национализированные активы ПАО «ДТЭК Крымэнерго».

## История
В 1896 году первая крымская электростанция дала ток для освещения театра и центральных улиц Симферополя.
В 1932 году в Севастополе было начато строительство подземной угольной электростанции «Крот». Строительство было завершено уже после войны, в 1950-х годах.
В 1962 году была введена в эксплуатацию ЛЭП 220 кВ Каховка — Джанкой — ОРУ Симферопольской ГРЭС, связавшая Крымскую энергосистему с Объединённой энергосистемой Юга.
В 1962—1965 годах были построены:
- ЛЭП 220 кВ Джанкой — Феодосия,
- ЛЭП 110 кВ: Саки — Евпатория, Старый Крым — Судак, Старый Крым — Планерское,
- подстанция 220 кВ Джанкойская,
- подстанции 110 кВ: Мойнаки, Донузлав.

В 2005—2011 годах линия Симферополь — Севастополь была переведена с напряжения 220 кВ на 330 кВ.
В 2013 году в энергосистеме было передано около 6,3 млрд кВт·ч электроэнергии, из них свыше 5,0 млрд кВт·ч с материка. Основной объём потребляемой электроэнергии покрывался за счёт перетоков (от Запорожской ТЭС, Запорожской АЭС, из энергосистемы Николаевской области) по четырём высоковольтным линиям электропередач:
- Мелитополь — Джанкой (330 кВ, аварийно-допустимое значение мощности — 770 МВт[10]),
- Каховка — Джанкой (330 кВ),
- Каховка — Островское (330 кВ),
- Каховка — Титан (220 кВ, тупиковая ветка, питающая Армянск и Красноперекопск, максимальная пропускная способность — 300 МВт[11]).

Максимальное расстояние, на которое передавалась электроэнергия превышала 500 км — от украинских АЭС до Керчи, что сопоставимо с расстоянием от Ростовской АЭС.
В 2014 году размещение 13 мобильных газотурбинных электростанций и 1,5 тыс. дизель-генераторов, а также подписание двух контрактов на поставку электроэнергии стали первыми мероприятиями по обеспечению энергоснабжения Крыма в переходный период. Такие мероприятия, как восстановление и перебазирование плавучих газотурбинных электростанций или манёвренных ГТ-100-3М, практически не обсуждались. Из-за высокой стоимости электроэнергии на несколько месяцев была остановлена работа четырёх солнечных электростанций и отложен ввод в эксплуатацию двух ранее построенных  электростанций.
Постановлением правительства РФ от 11 августа 2014 года энергосистема Крыма была включена в перечень технологически изолированных территориальных электроэнергетических систем России; этот статус она сохраняла до декабря 2016 года.
Функции оперативно-диспетчерского управления и услуги по передаче электроэнергии по магистральным сетям с августа 2014 года осуществляет ГУП РК «Крымэнерго», созданное в соответствии с постановлением Государственного совета Республики Крым от 11 апреля 2014 года и распоряжением Совета министров Республики Крым от 30 апреля 2014 года. На баланс компании было передано национализированное имущество НЭК «Укрэнерго» (системного оператора Объединённой энергосистемы Украины), располагавшееся на территории АР Крым: Крымская электроэнергетическая система, Симферопольские магистральные электрические сети, Джанкойские магистральные сети, Феодосийские магистральные электрические сети, обособленное подразделение «Югэнергопром».
В сентябре 2014 года Украина ввела ограничения на поставки электроэнергии в Крым: нулевой переток по всем четырём ЛЭП с 9 до 11 утра и с 19 до 23 часов. Ограничения были сняты после того, как 30 декабря были подписаны контракты о поставке угля и электроэнергии из России на Украину.
Осенью 2014 года был объявлен конкурс на строительство кабельного перехода через Керченский пролив. В параметрах конкурса указывалось, что он должен быть рассчитан на рабочее напряжение 220 кВ, строительство должно быть завершено к октябрю 2016 года. К участию в конкурсе были допущены АО «ВО „Технопромэкспорт“» и ОАО «Стройтрансгаз».
В сентябре 2014 года были начаты подготовительные работы для её строительства, после чего была выбрана трасса и оформлены земельные участки.
21 января 2015 года Государственный Совет Республики Крым национализировал компанию ДТЭК «Крымэнерго».
Основными акционерами компании являлись:
- ДТЭК — крупнейшая энергетическая компания Украины, входящая в финансово-промышленную группу «Систем Кэпитал Менеджмент». В 2012 году ДТЭК победила в конкурсе по приватизации 45 % акций ПАО «Крымэнерго», заплатив 256,1 млн грн при стартовой цене 246,1 млн грн. После этого ей принадлежало 57,49 % акций;
- НАК «Энергетическая компания Украины» — 25 % акций. Фонд госимущества Украины планировал продать их в 2014 году.
- оффшорная компания Garensia Enterprises Limited (Кипр), которую связывают с бизнесменом Константином Григоришиным — 10,77 % акций.

На конец 2013 года общая протяжённость ЛЭП «ДТЭК Крымэнерго» составляла 30 581 км, общее количество подстанций — 9 053 шт., суммарная мощность подстанций — 6 178 МВА.
В июне 2015 года переток с Украины составлял от 500 до 900 МВт в зависимости от времени суток.
В октябре 2015 года крымскотатарскими и украинскими активистами были предприняты первые попытки ввести «энергоблокаду» Крыма путём повреждения на территории Херсонской области опор линий электропередачи, связывающих полуостров с Украиной. 20-22 ноября были взорваны опоры четырёх ЛЭП, в результате чего были полностью прекращены поставки электроэнергии в Крым и часть прилегающей территории самой Украины.
После того, как российские энергетики, максимально ускорив работы по созданию крымского энергомоста, ввели в строй первую нитку, соединившую Крым с Объединённой энергосистемой Юга России, организаторы энергоблокады заявили о частичном её снятии и дали согласие на подключение ЛЭП Каховка — Титан. В ночь с 7 на 8 декабря ЛЭП 220 кВ «Каховская — Титан — Красноперекопск» начала работу. Остальные ЛЭП восстановлены не были. Утром 8 декабря Минэнерго России сообщило о восстановлении энергоснабжения всех потребителей. Бо́льшую часть потребности полуострова в электроэнергии закрыли собственные источники, а также энергомост с Кубани. По данным крымского управления МЧС России, по состоянию на вечер 12 декабря суммарное потребление электроэнергии в Крыму составляло 844 МВт, из них за счёт собственной генерации — 432 МВт, за счёт перетока по энергомосту «Кубань-Крым» — 219 МВт, за счёт перетока с Украины — 192 МВт. 30 декабря 2015 года Украина прекратила поставки по линии Каховка — Титан.
Окончание строительства первой очереди энергомоста первоначально планировалась к концу 2016 года.
После подрыва опор строительство было ускорено. Первая нитка первой очереди была запущена 2 декабря и дала около 250 МВт мощности, вторая нитка — 15 декабря 2015 года. Официальный запуск четвёртой нитки состоялся 11 мая 2016 года, что вместе с местной генерацией обеспечило базовые потребности полуострова.
С созданием энергомоста был обеспечен переток энергии между Крымом и материковой частью фактической территории России, однако если первоначально он был сугубо односторонним (на полуостров), то по мере развития собственной генерации в крымской энергосистеме стали вырабатываться избытки мощности, передающиеся в Кубанскую энергосистему. Так, ранним утром 2 октября 2018 года, после запуска в тестовом режиме первых энергоблоков Балаклавской и Таврической ТЭС и первой очереди Сакской ТЭЦ в сторону Кубанской энергосистемы был передан образовавшийся в Крымской энергосистеме избыток мощности в 28 МВт, а в начале марта 2019 года Минэнерго России сообщило, что «в условиях работы уже введенных двух энергоблоков Балаклавской ТЭС и первого энергоблока Таврической ТЭС Крымская энергосистема <…> обеспечивала выдачу в Кубанскую энергосистему до 300 МВт мощности». С 23 по 24 апреля по поручению Минэнерго России были проведены испытания работы энергосистемы Крыма в изолированном режиме (с отключением энергомоста), по итогам которых было объявлено, что «энергосистема республики Крым и Севастополя может работать в изолированном режиме, независимо от энергосистемы материковой» и, следовательно, «задача обеспечить энергетическую безопасность полуострова Крым выполнена».

## Магистральные сети
В 2014 году протяжённость магистральных ЛЭП напряжением 220 и 330 кВ составляла 1353 км, из них ЛЭП 220 кВ — 663,75 км.
В 2015—2018 годах сеть магистральных ЛЭП была значительно расширена за счёт строительства новой подстанции Кафа и врезки её в существующие сети, модернизации подстанций Камыш-Бурун и Симферопольская и строительства новых ЛЭП связавших энергосистемы Крыма и Кубани. Магистральная подстанция Кафа с момента постройки принадлежит Кубанскому предприятию магистральных сетей ПАО ФСК ЕЭС.
До 2023 года в организационной структуре Крымэнерго были магистральные электросети:
- Джанкойские МЭС
  - ПС 330кВ Джанкой
  - ПС 220кВ Марьяновка
  - ПС 220кВ Красноперекопск
  - ПС 330кВ Островская
- Феодосийские МЭС
  - ПС 220кВ Казантип
  - ПС 220кВ Камыш Бурун
  - ПС 220кВ Насосная-2
  - ПС 220кВ Насосная-3
  - ПС 220кВ Феодосийская
  - ПС 220кВ Черноморская
- Симферопольские МЭС
  - ПС 330кВ Севастополь
  - ПС 330кВ Симферополь
  - ПС 330кВ Западнокрымская
  - ПС 220кВ Бахчисарай
  - ПС 220кВ Донузлав

В конце 2022 года в ПАО «Россети» был создано Черноморское предприятие магистральных электрических сетей (преобразовано в Таврическое предприятие магистральных электрических сетей с июня 2023 года), которому распоряжением Правительства РФ было безвозмездно передано имущество магистральных сетей ГУП РК «Крымэнерго». Юридический адрес Черноморского предприятия магистральных электрических сетей соответствует адресу подстанции 330кВ Симферопольская. Директор Лойко Максим Александрович. К 1 июня 2023 года ПМЭС планируется начать оперативно-диспетчерское управление оборудованием магистральных электрических сетей. На 2023 год Россети в Крыму пока планируют заниматься вопросами магистральных электросетей.
Распоряжением правительством РФ планируется построить две новые магистральные подстанции 330кВ "Нахимовская" (Севастополь) и 220кВ "Газовая" (Донузлав).

### Линии электропередач
В 2016 году в электроэнергетический комплекс Республики Крым входило 138 линий электропередач 110—330 кВ, общей протяжённостью 3831 км. В диспетчерском ведении Черноморского РДУ находилось 124 трансформаторных подстанций и распределительных устройств электростанций классом напряжения 110—330 кВ с суммарной мощностью трансформаторов 8246 МВА.
ЛЭП 330 кВ:
- Джанкой — Островская — Новокаховская (через Перекоп)
- Западно-Крымская — Островская — Новокаховская (через Перекоп)
- Севастополь — Симферополь — Джанкой — Мелитополь (через Чонгар)
- в 2018 году завершено строительство Западно-Крымская — Севастополь протяжённостью 92 км
что позволило создать кольцо, включающее в себя две новые базовые электростанции: подстанция 330кВ Западно-Крымская — подстанция 330кВ Севастополь — Севастопольская ТЭС — подстанция 330кВ Симферопольская — Симферопольская ТЭС — подстанция 330кВ Джанкой — подстанция 330кВ Островская

Построены в габарите 330 кВ, работают на напряжении 220 кВ:
- Феодосийская — Кафа — Симферопольская,
- Кафа — Симферопольская — Симферопольская ТЭЦ.

ЛЭП 220 кВ:
- Тамань — Камыш-Бурун — Феодосийская — Кафа — Джанкой
- Тамань — Кафа (три цепи)
- подстанция 220кВ Донузлав — Красноперекопск
- подстанция 330кВ Симферопольская — подстанция 220кВ Бахчисарай — подстанция 330кВ Севастополь
- Симферопольская ТЭЦ — Элеваторная — Марьяновка — Джанкой — Красноперекопск — Титан — Новокаховская (через Перекоп)

Провода ЛЭП 330 кВ: «Мелитопольская — Джанкой», «Каховская — Островская» и «Каховская — Джанкой» разъединены вблизи государственной границы с Украиной и со стороны ПС 330 кВ «Островская» и ПС 330 кВ «Джанкой» поставлены под «охранное напряжение». Поставки электроэнергии из ОЭС Украины не производятся с 30 декабря 2015 года.
C 18 октября 2022 года по восстановленным магистральным линиям электропередач начались поставки электроэнергии в Херсонскую и Запорожскую области.

### Подстанции
В 2017 году в состав магистральных сетей входило 15 подстанций мощностью 3432,8 МВА. Опорными подстанциями являлись:
- ПС «Джанкой» 330/220/35 кВ,
- ПС «Островская» 330/110 кВ,
- ПС «Симферополь» 330/220/110 кВ,
- ПС «Титан» 220/35 кВ.

На трёх из них («Джанкой», «Островская» и «Титан») установлены узлы учёта импорта электроэнергии, поступающей с Украины.
До 2016 года подстанции 330 кВ «Джанкой», «Островская» получали питание по кольцевой схеме, а подстанции «Западно-Крымская» и «Симферополь» запитывались по тупиковым линиям 330 кВ с резервированием по сетям 110 кВ.
Радиальная (незакольцованная) системообразующая магистральная сеть 330—220 кВ полуострова имеет недостаточное резервирование по воздушным линиям более низких классов напряжения, что не обеспечивает необходимую пропускную способность внутренних сетей в аварийных и ремонтно-аварийных режимах.
Завершается строительство ЛЭП 330 кВ «Западно-Крымская — Севастополь» протяжённостью 92 км. В феврале 2018 года объем строительной готовности составлял 98 %.
Также планируется строительство объектов по компенсации реактивной мощности.

#### Подстанция Кафа
45°04′34″ с. ш. 35°18′56″ в. д.
Для энергомоста в Крым в 2015—2016 годах ПАО ФСК ЕЭС построены две новые подстанции:
- на Таманском берегу — ПС 500 кВ «Тамань»,
- в Крыму — ПС 220 кВ «Кафа».

ПС 220 кВ «Кафа» — транзитная электрическая подстанция, точка подключения трех кабельно-воздушных линий энергомоста в Крым. Является основным распределительным терминалом. Обеспечивает разворот энергосистемы Крыма с севера на восток.
Строительство ПС 220 кВ «Кафа» началось 4 апреля 2015 года и было завершено менее чем за год: напряжение было подано уже 15 декабря 2015 года. Стоимость работ составила 1,9 млрд рублей. В дальнейшем предусмотрено расширение подстанции до 330 кВ: необходимые элементы предусмотрены проектом подстанции, также две ЛЭП до ПС Симферопольская выполнены в габарите 330 кВ.
ПС «Кафа» 220 кВ расположена около Феодосии в 120 км от Керченского пролива. К подстанции подключены восемь линий 220 кВ. Основной поток мощности распределяется в ЛЭП 220 кВ ведущие на запад и северо-запад полуострова, часть на юг к Феодосии. По проекту максимальная мощность распределяемая в сети 110 кВ будет составлять 250 МВА: АТ 220/110 кВ 2x125 МВА.
На первом этапе установлен один АТ 220/110/10 кВ обеспечивающий собственные нужды подстанции.
От подстанции было построено продолжение энергомоста — ЛЭП 220 кВ «Кафа — Симферопольская» протяжённостью 116,2 км.
В 5 км южнее ПС «Кафа» расположена ПС «Феодосийская» 220 кВ. При строительстве были разрезаны ЛЭП 220 кВ «Феодосийская — Насосная-2» и «Феодосийская — Симферопольская» с перезаводом их на ПС 220 кВ Кафа. Длина ЛЭП после разрезания составила:
- «Кафа — Феодосийская» (2 цепи) — 5 км,
- «Кафа — Насосная-2» — 43,4 км,
- «Кафа — Симферопольская 1-я цепь» — 106 км.

20 мая 2016 года из-за срабатывания противоаварийной автоматики на подстанции «Кафа» были отключены три ЛЭП 220 кВ подающих электроэнергию на запад и северо-восток полуострова. Сбор энергосистемы начали на 17-й минуте после отключения. Большая часть Крыма оставалась без света. По результатам анализа произошедшего отключения была проведена работа по перерасчёту режимов подачи электроэнергии.

#### Подстанция Феодосийская
До 2020 года запланирована реконструкция ПС 220 кВ Феодосийская с увеличением трансформаторной мощности с 188 МВА до 250 МВА. Для этого будет произведена замена автотрансформатора 63 МВА на 125 МВА.

#### Подстанция Владиславовка
Со строительством подстанции Кафа и изменением схемы перетока связана задержка с подключением крупнейшей в Крыму СЭС «Владиславовка» мощностью 110 МВт, расположенной в 8 км восточнее ПС «Кафа».
Строительство ПС 220 кВ «Владиславовка» с заходами ЛЭП 220 кВ протяжённостью 3 км ведётся на внебюджетные средства, стоимость работ составит 2,13 млрд рублей. Ответственным исполнителем является ООО «Калипсо Солар», ввод в эксплуатацию был запланирован на 2017 год, но подстанция не была построена.
Планируется установка двух трансформаторов 220/10 кВ, каждый мощностью 80 МВА.

#### Подстанция Титан
Напряжение трансформаторов: 220/35 кВ.
Запланировано выполнение заходов и переустройства ВЛ 330 кВ Джанкой — Каховская в ОРУ 220 кВ ПС 220 кВ Титан в ячейку присоединения ВЛ 220 кВ Титан — Каховская
протяжённостью 1 км.

#### Подстанция 330кВ Симферопольская
Распределительные устройства:
- ОРУ-330 кВ по схеме «четырехугольник» с подключенными ВЛ 330 кВ Симферопольская — Джанкой, ВЛ 330 кВ Симферопольская — Севастополь и автотрансформаторами АТ-4, АТ-5;
- ОРУ-220 кВ по схеме «две рабочие и обходная системы шин» с тремя подключенными ВЛ 220 кВ:
  - ВЛ 220 кВ Кафа цепь I[58] и цепь II,
  - ВЛ 220 кВ Бахчисарай,
  - с возможностью подключения еще четырех воздушных линий 220 кВ;
- ОРУ-110 кВ по схеме «две рабочие и обходная системы шин» с шестью подключенными ВЛ 110 кВ, также в 2014 году подключена Симферопольская МГТЭС общей мощностью 135 МВт;
- ОРУ-35 кВ,
- РУ 10 кВ для подключения синхронных компенсаторов СК-1, СК-2.

Максимальная нагрузка подстанции 740 MBА, автотрансформаторы:
- 220/110/10 кВ (АТ-1, АТ-2) — 2x125 MBА,
- 330/220/35кВ (АТ-4) — 250 MBА,
- 330/220/35кВ (АТ-5) — 240 MBА.

Установлен вольтодобавочный регулировочный трансформатор ВРТДНУ 240000/35/35, проходной мощностью 240 МВА.

#### Подстанция 330кВ Севастополь
В 2014 году к ОРУ-110 кВ подключена Севастопольская МГТЭС. В 2017 году общая мощность мобильной генерации была доведена до 135 МВт.
Для обеспечения выдачи мощности новых ТЭС в 2017 году планировалась реконструкция ПС 330 кВ Севастополь с увеличением трансформаторной мощности с 450 МВА до 650 МВА, путем установки второго АТ 330/220 кВ мощностью 200 МВА.